# Éditions des Deux Terres
Pour les articles homonymes, voir Les Deux Terres.
 (septembre 2024).
Si vous disposez d'ouvrages ou d'articles de référence ou si vous connaissez des sites web de qualité traitant du thème abordé ici, merci de compléter l'article en donnant les références utiles à sa vérifiabilité et en les liant à la section « Notes et références ».
Les Éditions des Deux Terres sont une maison d’édition française fondée en 2003 par l'Américaine Nina Salter, qui fut responsable du catalogue étranger des Éditions Albin Michel puis Calmann-Lévy. . Elles sont spécialisées dans la traduction et la publication de romans étrangers, principalement anglophones. Le catalogue annuel compte en moyenne une dizaine de parutions. Parmi ses auteurs les plus célèbres, notons la présence de Kazuo Ishiguro, Jeffery Deaver, Ruth Rendell, Patricia Cornwell et Carl Hiaasen. Les ouvrages sont diffusés et distribués par Hachette Livre depuis le 1er janvier 2009.
C'est actuellement, un département des Editions Jean-Claude Lattès, filiale du groupe Hachette Livre.

## Histoire
La société Éditions des Deux Terres crée le 11 juillet 2002 a été fusionnée avec les éditions Jean-Claude Lattès.

## Sources
1. ↑  Communiqué officiel de Hachette.
2. ↑  « identité et fusion de la société : éditions des deux terres », sur www.societe.com (consulté le 21 juin 2019)
3. ↑  « annonce légale de la fusion », sur entreprises.lefigaro.fr (consulté le 21 juin 2019)